# غدة تحت الفك السفلي
الغدة تحت الفك السفلي (بالإنجليزية: Submandibular gland)‏ هي غدة لعابية تقع تحت أرضية جوف الفم.

## معرض صور

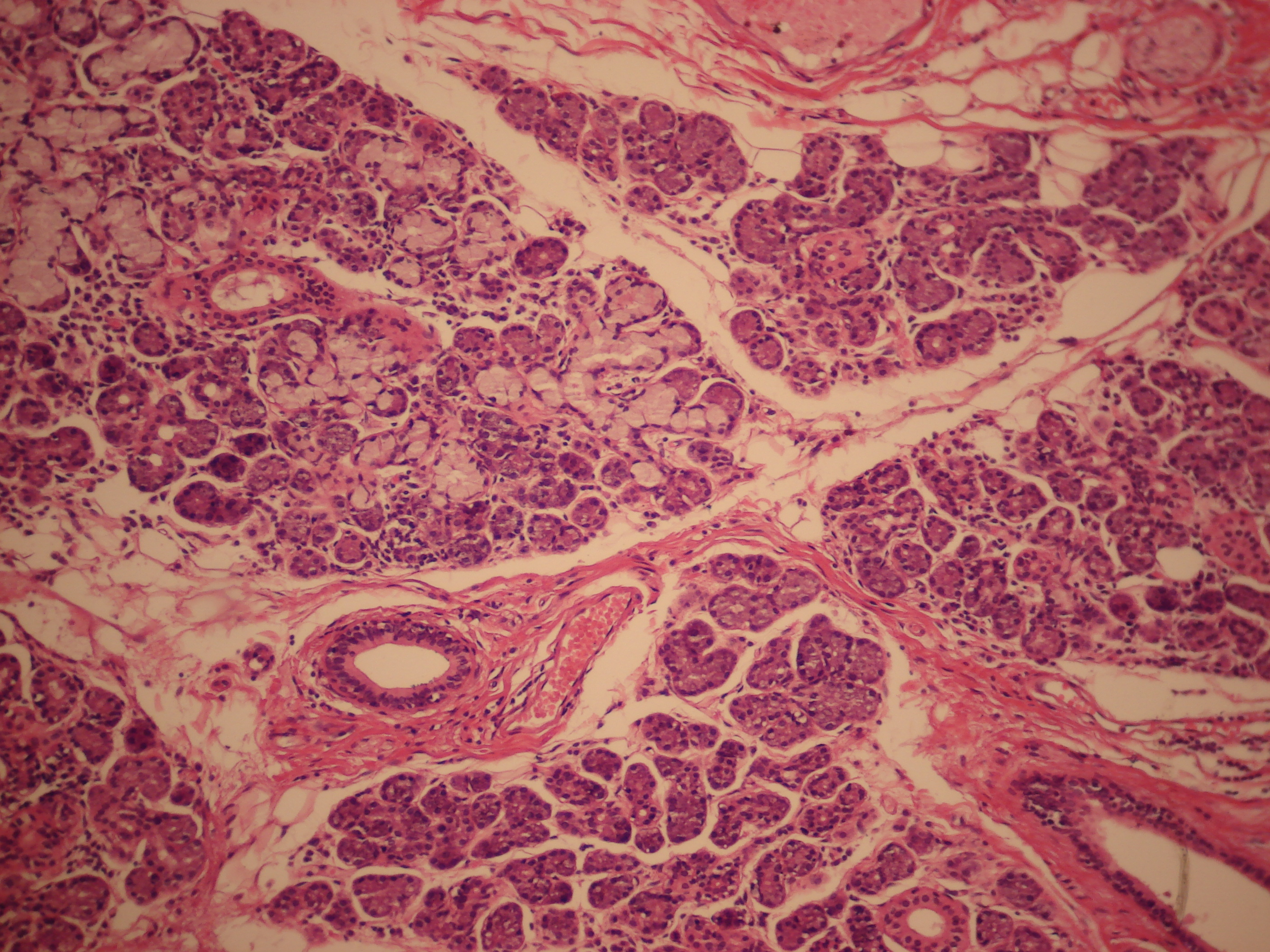
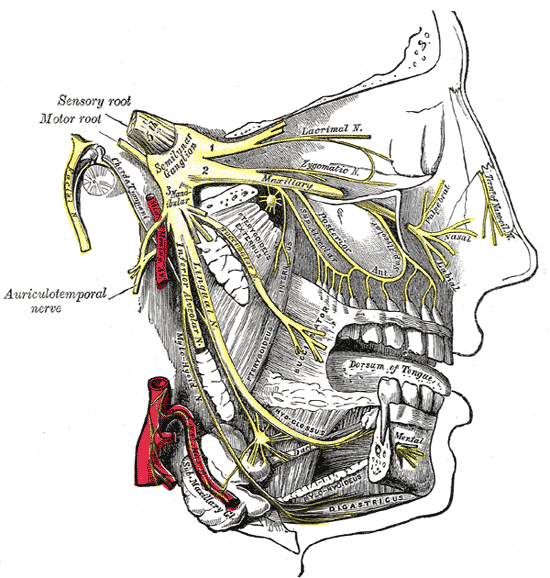
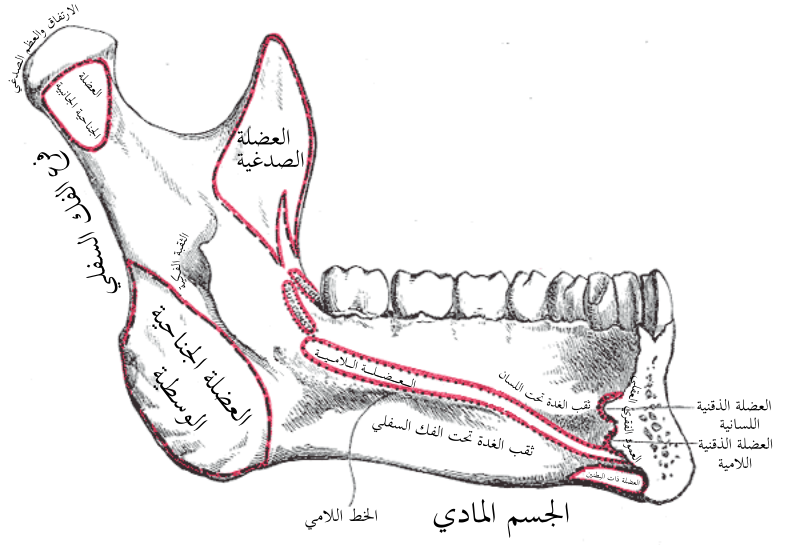
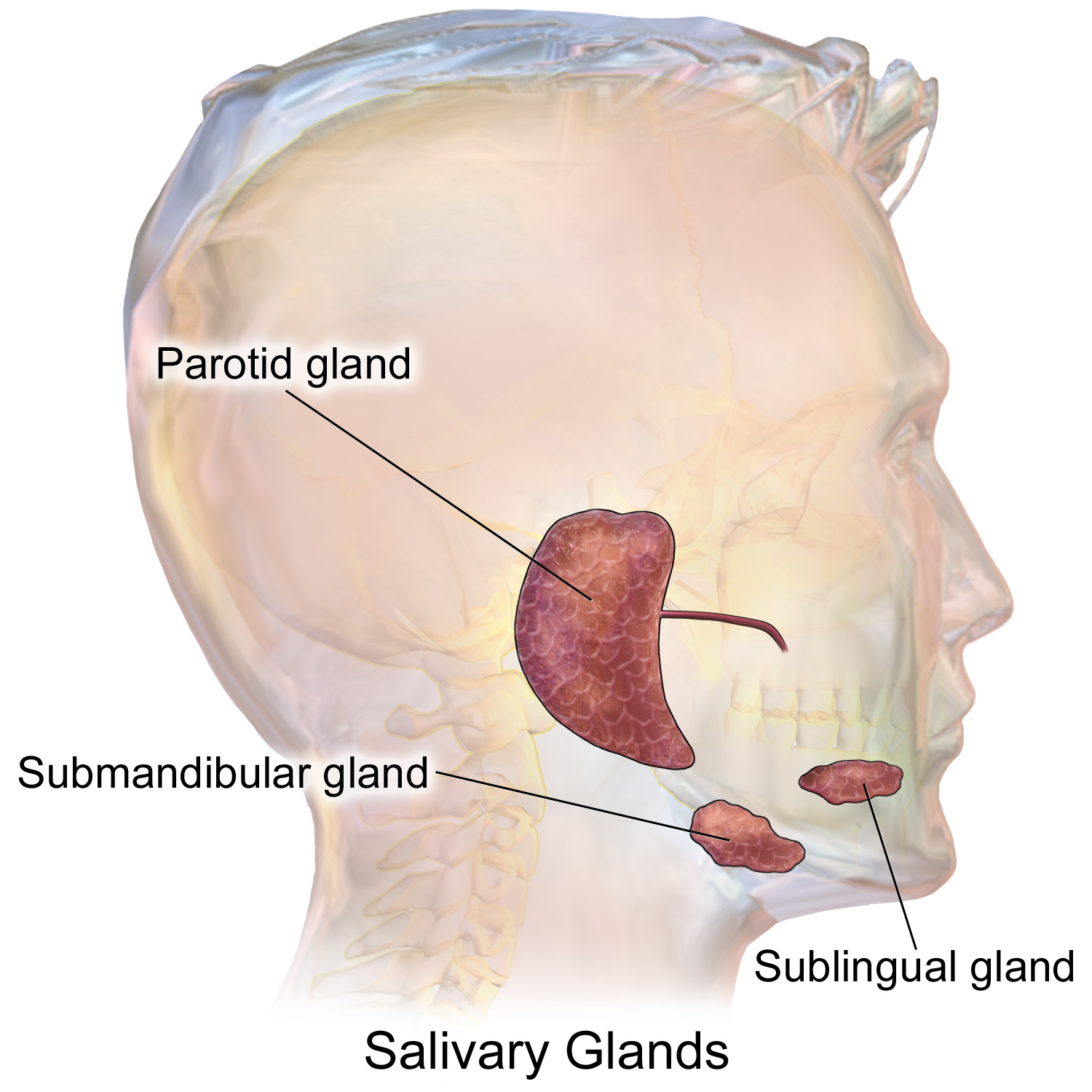
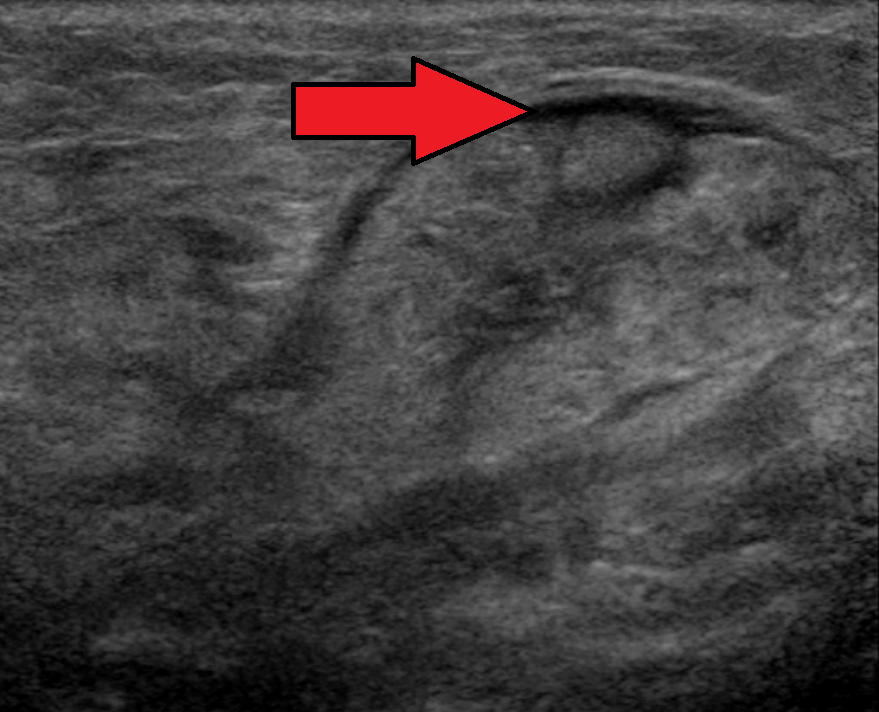